# Caminha (freguesia)
Caminha (llamada oficialmente Caminha (Matriz)) era una freguesia portuguesa del municipio de Caminha, distrito de Viana do Castelo.

## Historia
Fue suprimida el 28 de enero de 2013, en aplicación de una resolución de la Asamblea de la República portuguesa promulgada el 16 de enero de 2013 al unirse con la freguesia de Vilarelho, formando la nueva freguesia de Caminha (Matriz) e Vilarelho.

## Economía
En la zona se trabaja el cobre artístico y se elaboran diversos instrumentos. Las principales industrias son la turística y la hotelera.

## Patrimonio
- Iglesia Matriz de Caminha denominada también Iglesia de Nossa Senhora da Assunção (Iglesia de Nuestra Señora de la Asunción).
- Torre del Reloj.
- Chafariz da Praça Municipal denominado también Chafariz do Terreiro.
- Fortaleza de Caminha.
- Iglesia de Santa Clara.
- Casa dos Pitas.
- Conjunto fortificado de Caminha.
- Centro histórico de Caminha.